# Dzierżążno (przystanek kolejowy)
Dzierżążno – przystanek kolejowy a dawniej stacja w Dzierżążnie na linii kolejowej nr 229, w województwie pomorskim. We wrześniu 2015 powstał nowy peron.

## Ruch pasażerski
| Rok  | Wymiana pasażerska na dobę |
| ---- | -------------------------- |
| 2017 | 300-499                    |
| 2022 | 100-149                    |